# Perfectos desconocidos (película mexicana)
Perfectos desconocidos es una película mexicana del 2018, del director mexicano Manolo Caro, basada en la película italiana de 2016 Perfetti sconosciuti. Cuenta con las actuaciones de Bruno Bichir, Mariana Treviño y Cecilia Suárez. Fue estrenada el 11 de enero de 2019 en Estados Unidos. Fue producida por Woo Films, Cinépolis producciones y Noc Noc Cinema.

## Argumento
Toda esta historia de la película empieza debido al colapso tan enorme de tráfico, las urgencias de los hospitales también están colapsadas, y los perros de la ciudad están aullando debido al peligro que se aproxima: el eclipse de Luna. Todo esto, también afecta a los protagonistas de la historia y deriva en un juego en el cual se desvelarán gran cantidad de secretos.
Varios amigos de toda la vida se reúnen para cenar. En esta cena, a estos se les ocurre un juego, el cual consiste compartir entre ellos todos los mensajes de texto, llamada de teléfono o correo electrónico que llegue a cada uno de los dispositivos móviles que estos poseen, es decir, su vida entera compartida en ese instante por el mundo. A partir de este juego, se empiezan a revelar secretos, los cuales antes se desconocían, y estos dan lugar a una serie de discusiones y malentendidos al saber todos los participantes del juego, verdades que ninguno de ellos esperaba.

## Producción
En noviembre de 2017 Cinépolis le mostró la versión española, de Álex de la Iglesia, al equipo de Manolo Caro para proponerle el proyecto de una versión mexicana. Caro aceptó inmediatamente siendo su primer remake y la primera producción de Cinépolis.

## Reparto
- Cecilia Suárez como Eva.
- Bruno Bichir como Antonio Ramos.
- Mariana Treviño como Flora.
- Manuel García-Rulfo como Mario
- Miguel Rodarte como Ernesto.
- Franky Martín como Pepe.
- Ana Claudia Talancón como Ana.
- Camila Valero como Nina.

## Recepción
A tres días de su estreno comercial la película se colocó en los primeros lugares de la taquilla pues recaudó más de 29 millones de pesos mexicanos, por lo que se le considera una de las más exitosas del cine de México de 2018.
En los Estados Unidos el filme se estrenó en el 30.º Festival de Cine Internacional de Palm Springs (PSIFF, por sus siglas en inglés), que se realizó a partir del 3 de enero de 2019 y desde el 11 del mismo mes se exhibió en diversos cines de ese país.
Glenn Kenny en The New York Times opinó sobre la película:

"…película bien actuada…mantiene un interés narrativo…No es sorprendente que al principio… engañe al espectador, con llamadas entrantes inocuas y un personaje que bromea en la mesa con el teléfono celular prestado por un adolescente que vive en la casa. Luego, un marido, culpable, le pide al único miembro del grupo que intercambie teléfonos él sea el destinatario de un esperado mensaje de texto. El giro de la trama, en el que resulta atrapado por su propia maniobra, es retorcido pero no tan resonante como podría. La película se atasca entre el melodrama y la parábola, lo que lleva a un desenlace que aparece como un semi-homenaje a la "Belle de Jour" de Luis Buñuel, siempre una buena película para recordar."